# Граклиани
Граклиани (груз. გრაკლიანი გორა) је археолошко налазиште на обали реке Лехура, у близини села Игиети општине Каспи, у источној Грузији, које показује доказе људског присуства вероватно пре 300.000 година.

## Откриће налазишта
Налазиште је први пут идентификовано као место од потенцијалног значаја током 1950-тих, али техничке, кадровске и материјалне могућности нису омогућиле ископавање све до 2007. године. Локалитет је откривен 2007. године, током радова на проширењу аутопута Тбилиси-Сенаки-Леселидзе. Истраживање раде студенти и професори са Државног универзитета Тбилиси. Године 2015. откривен је натпис на олтару храма богиње плодности, са ранијим датумом од оних претходно познатих са тог подручја од најмање хиљаду година. 

## Изглед
На овом месту се налази храм богињи плодности из седмог века пре нове ере,  јаме  гробља из раног бронзаног доба и остаци зграде од око 450-350 година пре нове ере; зграда се састоји од три собе са три оставе. 
Локација је била насељена између енеолитног и касног хеленистичког периода. Бројни слојеви, од којих је ископано једанаест, показују историју људске активности у региону током 300 хиљада година, од каменог доба.
Овде је и перзијски зороастријски олтар, а везан за скулптуралне слике традиционалне кавкаске религије. У септембру 2014. године археолошко налазиште на планини Граклиани добило је званичан статус историјског споменика. 

## Открића
Ископавање слојева открило је артефакте, укључујући играчке за децу, оружје, иконе и фармаколошке уређаје. У прва два месеца копања, археолози су ископали преко 35.000 комада из стотина гробница и рушевина насеља која датирају из осмог века пре нове ере.
Откривено је неколико златних и бронзаних дискова из шестог века. Ови налази потврђују да је ово друштво познавало технологију позлате и гравирања.
Међу најзначајнијим артефактима може бити штампарски уређај из четвртог века пре нове ере. То су били изузетно ретки печати који су коришћени за печатирање правосудних докумената; наводно потичу из Урука у Месопотамији. Још једно запажено откриће је велика и украшена обредна пећница, налаз без преседана у археологији.

### Натпис
"Ово откриће ће вероватно променити грузијску историју и привући међународно интересовање", изјавио је Михаил Георгадзе, Министар културе Грузије.
Током 2015. године, током ископавања у једном од храмова Граклианија, посвећеног богињи плодности, на пиједесталу олтара пронађен је натпис на неразумљивом језику, за који се сматрало да потиче из 7. века пре нове ере. Током 2016. године резултати лабораторијских анализа извршених у “Beta analytical” (Miami, USA) показали су да је овај натпис направљен крајем 9. до раног 10 века пре нове ере. Натпис је откривен одмах испод срушеног олтара храма богињи плодности из седмог века п. н. е. Овај натпис се разликује од оних у другим храмовима на Граклианију, који приказују животиње, људе или украсне елементе. Представља једну од страна глиненог олтара, комад глине 80x8 центиметара. На овој површини постоје удубљења која не личе на слова. Али се не понављају - постоји 7 или 8 знакова који су различити. Пошто се слова не понављају нити једном, постоји извесна вероватноћа да су ово само свети симболи. Такође на једном од углова другог олтара пронађена су још три слова исклесана у глини, различита од већ поменутог натписа - још увек није пронађено објашњење за ову необичност на једном храму.  Натпис није сличан ниједној познатој абецеди која је тренутно позната, мада се претпоставља да су слова била повезана са старогрчким и арамејским. Чини се да је натпис најстарија изворна абецеда која је откривена на целом региону Кавказа, хиљаду година старија од било које аутохтоног записа раније откривеног у региону. Ради поређења, најранији јерменски и грузијски записи потичу из петог века нове ере, непосредно након што су одговарајуће културе прешле у хришћанство. 
Према Вахтангу Личелију, шефу Института за археологију Државног универзитета, „Записи на два олтара храма заиста су добро сачувани. На једном олтару је неколико слова исклесано у глини, док је постоље другог олтара у потпуности прекривено словним знацима."  Открили су га неплаћени студенти. Након што су стипендије постале доступне и влада је удвостручила буџет за истраживање места.

## Значај за Грузију
Према Личелију, који је био на челу археолошке експедиције, збирни налази потврђују 3000-годишње постојање грузијске државности. Министарство културе планира да локацију до краја 2015. године претвори у музеј на отвореном.